# Депозитарий (международное право)
Депозитарий международного договора — государство или международная организация, взявшие на себя обязательство хранить текст международного договора, документы о его ратификации и т. д.
Депозитарием может быть одно или несколько государств, международная организация или главное исполнительное должностное лицо такой организации. Депозитарий международного договора может быть назначен участвовавшими в переговорах государствами в самом договоре или каким-либо иным порядком.
Статьи о депозитарии или депозитариях, как правило, входят в число заключительных положений международного договора.
Институт депозитария приобретает растущее значение в современном мире в связи с увеличением числа и ростом роли многосторонних договоров.

## Функции депозитария
Функции депозитария договора являются международными по своему характеру, и при исполнении своих функций депозитарий обязан действовать беспристрастно.
Как правило, депозитарий выполняет следующие функции:
1. хранение подлинного текста договора и переданных депозитарию полномочий;
2. подготовка заверенных копий с подлинного текста, подготовка иных текстов договора на других языках, предусмотренных договором, а также  препровождение их настоящим или потенциальным участникам договора;
3. получение подписей под договором и получение и хранение относящихся к нему документов, уведомлений и сообщений;
4. изучение вопроса о том, находятся ли подписи, документы, уведомления или сообщения, относящиеся к договору, в полном порядке и надлежащей форме;
5. информирование участников и государств, имеющих право стать участниками договора, об относящихся к нему документах, уведомлениях и сообщениях;
6. информирование государств, имеющих право стать участниками договора, о том, когда число подписей, ратификационных грамот или документов о принятии, утверждении или присоединении, необходимое для вступления договора в силу, было получено или депонировано;
7. регистрация договора в Секретариате Организации Объединённых Наций[5].

Депозитарий может выполнять и иные функции, возложенные на него договаривающимися сторонами в договоре или иным образом.

## Примеры депозитариев международных договоров
Депозитарием ряда важнейших международных договоров является Организация Объединённых Наций в лице её Генерального Секретаря. Генеральный Секретарь ООН выполняет функции депозитария более 500 многосторонних международных договоров. Необходимо отличать институт депозитария от института регистрации договора в системе ООН, так как регистрации в ООН подлежат все без исключения международные договоры.
Депозитариями международных конвенций, разработанных под эгидой специализированных учреждений ООН и соответствующих их профилю, выступают эти специализированные учреждения или их высшие должностные лица. Так, например, депозитарием Международной конвенции по предотвращению загрязнения с судов (МАРПОЛ 73/78) является Международная морская организация, депозитарием Конвенции против дискриминации в образовании 1960 года, Гаагской конвенции о защите культурных ценностей во время вооружённого конфликта 1954 года и Конвенции об охране и поощрении разнообразия форм культурного самовыражения 2005 года — Организация Объединённых Наций по вопросам образования, науки и культуры (ЮНЕСКО). Депозитарием конвенций Международной организации труда (МОТ) первоначально была Лига Наций, а после её роспуска функции депозитария выполняет Генеральный директор Международного бюро труда МОТ.
Депозитарием может быть государство, в котором проходила международная конференция по заключению международной конвенции или договора, а также другое государство, как правило, из числа участников. Депозитарием Женевского протокола о запрещении применения на войне удушающих, ядовитых или других подобных газов и бактериологических средств 1925 года является Франция. Депозитарием Римского договора о создании Европейского экономического сообщества 1957 года, переименованного в Договор о функционировании Европейского Союза, Маастрихтского договора о Европейском Союзе 1992 года, а также Лиссабонского договора о внесении изменений в Договор о Европейском союзе и Договор об учреждении Европейского сообщества 2007 года является Италия.
В договорах могут указываться несколько государств-депозитариев. Так, Российская Федерация как правопреемница СССР является депозитарием Договора о запрещении испытаний ядерного оружия в атмосфере, космическом пространстве и под водой 1963 года, Договора о принципах деятельности государств по исследованию и использованию космического пространства, включая Луну и другие небесные тела 1967 года, Соглашения о спасании космонавтов и возвращении объектов, запущенных в космическое пространство 1968 года и Договора о запрещении размещения на дне морей и океанов и в его недрах ядерного оружия и других видов оружия массового уничтожения 1971 года наряду с Великобританией и США.